# مديرية ساجارماثا
مديرية ساجارماثا هي مديرية من مديريات النيبال. وتحتوي على ستة مقاطعات.

### بعض المعلومات الأساسية عن ساجارماثا:
1. الموقع: تقع في الجزء الشرقي من نيبال، وتحدها مديريتي كاسكي وأوباده على الغرب، ومدينة لوكلا على الجنوب.
2. السياحة: تعد ساجارماثا وجهة مشهورة للمتسلقين ومحبي الطبيعة، حيث تضم العديد من مسارات المشي والمغامرات، مثل مسار إيفرست.
3. التراث الثقافي: المنطقة غنية بالثقافة النيبالية التقليدية، حيث تعيش فيها مجموعة من السكان المحليين، وخاصة شعب الشيربا المعروف بمهاراتهم في التسلق.
4. الطبيعة: تتمتع ساجارماثا بتنوع بيئي كبير، حيث تضم غابات كثيفة، ووديان عميقة، وارتفاعات جبلية مذهلة.
5. الأنشطة: تشمل الأنشطة السياحية المشي لمسافات طويلة، تسلق الجبال، رحلات الدراجات الجبلية، واستكشاف الثقافة المحلية